# Georges Bataille
Georges Albert Maurice Victor Bataille (Francosko: [ʒɔʁʒ batɑj]), francoski pisatelj, antropolog, filozof. * 10. seprember 1897, † 9. julij 1962. 
Georges Bataille je bil francoski intelektualec, ki je deloval na področjih literature, filozofije, antropologije, ekonomije, sociologije in zgodovino umetnosti. Njegovo pisanje, ki obsega eseje, romane in poezijo, zajema področja kot so eroticizem, misticizem, surrealizem in transgresijo človekovih ravnanj. Njegovo delo pozneje vpliva na poznejše šole filozofije in družbene teorije, vključno s poststrukturalizmom.

## Življenje
Georges Bataille se je rodil 10. septembra v Billomu v regiji Auvergne. Njegov oče je bolehal za sifilisom, zaradi katerega je oslepel, kmalu po sinovem rojstvu pa je tudi ohromel. Zaradi postopnega slabšanja očetove bolezni, se je cela družina preselila v Reims, kjer je Bataille obiskoval deško šolo. Ker je bilo življenje z očetovimi izbruhi norosti in bolečine neznosno, je zaprosil za namestitev v internatu. Oklican je bil za lenega dijaka, a je kmalu po maturi postal vzoren študent. Svojima staršema je očital pomanjkanje religioznosti in je zato v znamenje protesta prestopil v katoliško vero. Leta 1914 se je z materjo in s starejšim bratom Martialom preselil v Riom-ès-Montagne, Auvergne. 
V mladosti si je želel postati duhovnik ali menih ter se je vpisal na semenišče Saint-Flour, a ga je leto pozneje zapustil. Namesto tega je doštudiral in diplomiral na temo srednjeveškega viteštva in si pridobi naziv arhivist-paleograf. Zaposlil se je v knjižnici, kjer je intenzivno prebiral Nietzscheja in druge intelektualne pisatelje. Povsem se je predal filozofiji. 
Leta 1928 se je poročil z mlado igralko Sylvio Maklès, ki je pozneje nastopila v filmih zlatih režiserjev tiste dobe. Leta 1930 se jima je rodila hčerka Laurence. Leta 1934 se je njun zakon končal, ona pa se je pozneje poročila z Jacquesom Lacanom. Še istega leta je Bataille spoznal Colette Peignot, ženo Borisa Souvarina, s katero je imel strastno razmerje do njene pretresljive smrti leta 1938. Leta 1946 se je uradno ločil od Sylvie in se poročil z Diane Kotchoubey de Beauharnais; leta 1948 pa se jima je rodila hčerka Julie. 
Leta 1955 je bil Bataille diagnosticiran s cerebralno arteriosklerozo. O terminalni naravi bolezni takrat ni bil obveščen. Umrl je 7 let pozneje, 9. julija leta 1962 v svojem pariškem stanovanju. Pokopan je na vaškem pokopališču v Vézelayju.

## Delo
Georges Bataille je bil pogosto omenjen kot metafizik zla, ker se je zanimal za smrt, seks, ponižanje ter moč in potencial vulgarnosti. Zavračal je tradicionalno literaturo in bil prepričan, da bi moral biti namen vseh intelektualnih, artističnih in religioznih dejavnosti, uničenje racionalnega, na nasilen in transcedenten način. 
Bataille je o sebi v delu Metoda zdravljenja zapisal: "Kar jaz učim je zastrupitev, ne pa filozofija: Nisem filozof, ampak svetnik, ali pa mogoče norec". Njegove misli so izražene v jeziku, ki je splošno jasen, nima gravitacije in izključuje koncepte običajnega filozofskega žargona, njegov namen pa je izpostaviti samega sebe.
Njegov roman, Zgodba o očesu (L'histoire de l'œil, 1928), objavljen pod psevdonimom Lord Auch je bil prvotno označen za čisto pornografijo. Posnetki romana so zgrajeni na vrsti metafor, ki se nanašajo na filozofske konstrukte, ki so jih razvili v njegovem delu: oko, jajce, sonce, zemlja, testis. Drugi znani romani vključujejo Mojo mamo (Ma Mère, 1966, posthumno) in Modro poldne (Le Bleu du Ciel, 1957). Slednji s svojimi nekrofilnimi in političnimi težnjami, njegovimi avtobiografskimi ali pričevalnimi podvigi in njenimi filozofskimi trenutki, na glavi spreminja zgodbo o očesu, ki zagotavlja veliko temnejšo in bleščečo obravnavo sodobne zgodovinske realnosti.
Leta 1933 je objavil dva pomembna članka. Prvi, z naslovom »Le problème de l'État«, govori o krizi komunističnega gibanja. Drugi, »La structure psychologique du fascisme« pa je tako teoretična kot tudi politična intervencija, njegov namen pa je bil zapolniti vrzel v marksistični teoriji. Bataillov materializem, po eni strani predstavlja homogene sile stabilnosti in povezave (delo, kapital), po drugi strani pa heterogene sile neobveznosti, med katerimi med svete štejejo neproduktivna poraba, nasilje, presežek, delirij in norost. Bistvo razmišljanja razkriva dva nasprotujoča si revolucionarna potenciala naših demokratičnih družb. Za analizo, Bataille prevzame pojme "uporabne" in "neuporabne". 

### Vzorniki
Kot ustanovitelj številnih revij in skupin pisateljev, je Bataillov opus primer bogate in raznolike literarne zapuščine. Za časa življenja ga je preziral in zanikal sodobnik Jean-Paul Sartre kot zagovornik mistike. Njegov vpliv se čuti v delu Jeana Baudrillarda, kot tudi v psihoanalitskih teorijah Jacquesa Lacana.
Nanj je močno vplival Hegel, zlasti s humanističnim branjem ruskega izseljenca Alexandra Kojèveja. Poleg njega so vplivala tudi dela Sigmunda Freuda, Karla Marxa, Marcela Maussa, Marquisa de Sadea in Friedricha Nietzscheja.
Leta 1932 se je odločil razmišljati o idejah Hegela, ki ga je predstavil Kojève, o idejah Marxa (iz doktrine o klasičnem boju, ki je bil zakoreninjen v ruski revoluciji). Pa tudi z materialistično možnostjo, ki mu je omogočila objavo v Kritiki temeljev Hegelove dialektike. Razmišljal je tudi o Freudovih idejah ali vsaj o tem, kar razume kot tvorjenje Freudove teze o seksualnosti. Po drugi strani, pa se je Bataille obračal na Durkheimovo sociologijo in Maussovo antropologijo. Končno se je sklicoval tudi na markiza De Sada, ki je zapisal, da je razsežnost prekletega dela v samem srcu družbene vezi, v splošni krizi vseh starih idealov.

### Ideje
Homogena družba je produktivna družba, ki jo buržoazna država regulira in homogenizira. Bataille tudi poudarja nezmožnost marksistične analize, da bi razumela, kako se oblikuje družbena, verska ali politična nadgradnja. Vsi družbeni pojavi, za katere je značilno nasilje, so heterogeni: "Heterogena resničnost je sila ali šok". Na tej točki v svoji študiji Bataille primerja ravno svet demokratičnih politikov in fašističnih voditeljev: buržujski svet, čeprav obupen se sooča z nasilnim svetom, pri čemer voditelji izhajajo iz heterogenega sveta.
Leta 1934, gre Bataille iz svetega na ekstatično in na iskanje nemogočega. Zapisal je: »Moje iskanje je imelo dvojen objekt: svetost, potem pa ekstazo«, dve leti kasneje pa je tudi dodal, da mistična stanja njemu ostajajo zaprta. Kaj točno pomeni misticizem, objasni v delu L'expérience intérieure, kjer zapiše, da to ni izpovedna izkušnja, ampak je izkušnja, ki je oddaljena od vseh religioznih vezi, izkušnja ne-vedenja. Ravno zato mu je bolj ljuba beseda izkušnja, kot mistika, saj je izkušnja vprašanje, kateremu ne moremo dati odgovora. Princip tega dela je, da ekstatično stanje dosežemo le z dramatiziranjem obstoja. Razlika med mistiko in filozofijo je predvsem dejstvo, da v izkušnji ni izjave. Samo izkušnja vodi do meje, v prepad možnosti, ki pahne do točke, kjer je tisto, kar je mogoče, pravzaprav nemogoče, vsakič pa se ta meja odpre Bogu. Bataille je leta 1937 hotel zapisati mistično izkušnjo v tekstu Le Coupable, ki pa ga je končal z opazovanjem, da je Bog odsoten in da je nekaj nemogočega. Menil je, da je v cerkvi, Bog maska nemogočega, izven cerkve pa je vse kar od njega ostane le bordel. Tako so torej bordeli kraj, kjer Bataille išče Boga, ki mu je ime Edwarda, ki je najbolj mučena, mračna in vznemirjena podoba Boga, kar jih navaja. Bataille je, s tem, ko je sprejemal vse, kar je bilo zavrnjeno, prezirano ali pa vse česar se je balo, nazaj zahteval vsakdanje dele človeškega obstoja; take, ki se jih zdaj trudimo ohraniti tako v literaturi, filmu, kot v filozofiji.

### Društvo Acéphale
Leta 1937 se revija Acéphale prelevi v ezoterično tajno društvo, kateremu se pridruži tudi sočasno ustanovljeni avantgardni Collège de sociologie. Krožek deluje do sredine leta 1939. Simbol društva je bil obglavljen človek, namen pa je bil sprožiti novo religijo. Člani društva so bili fascinirani s človeško žrtvijo, a nobeden od njih ni hotel izvršiti žrtve, nakar so potencialnemu izvršitelju ponudili denarno nagrado, a pred razpustitvijo društva le-tega ni bilo. 